# Alcis xenica
Alcis xenica är en fjärilsart som beskrevs av Eugen Wehrli 1943. Alcis xenica ingår i släktet Alcis och familjen mätare. Inga underarter finns listade i Catalogue of Life.